# 江西小檗
江西小檗（学名：Berberis jiangxiensis）是小檗科小檗属的植物，为中国的特有植物。分布于中国大陆的江西等地，生长于海拔1,500米至1,800米的地区，常生长在密林中、岩石缝中、山坡路边以及水沟边，目前尚未由人工引种栽培。
其种加词“jiangxiensis”意为“江西的”。

## 异名
- Berberis jiangxiensis var. jiangxiensis
- Berberis jiangxiensis var. pulchlla C. M. Hu